# Johannes IX. (Papst)
Johannes IX. (* in Tivoli; † 900) war Papst von 898 bis 900.
Er war Benediktiner und wurde auf Betreiben Kaiser Lamberts von Spoleto von der Partei der Formosianer zum Papst gewählt. Der gleichzeitig von den Antiformosianern zum Gegenpapst ernannte Sergius III. wurde mit Waffengewalt vertrieben. Die durch seine Vorgänger erlassene Rehabilitierung des 896 verstorbenen Papstes Formosus wurde von Johannes bekräftigt.
Generell versuchte er, die von seinen Vorgängern hinterlassenen Missstände in der Kirche zu beseitigen. Als er im Jahre 900 überraschend starb, kam es von neuem zu Konflikten zwischen den römischen Adelsfamilien.